# M/S Gustaf Wasa (1876)
M/S Gustaf Wasa är ett svenskt passagerarfartyg, som byggdes 1876 på Stora Varfvet i Stockholm. Hon transporterades i delar till Tunsta i Åhls socken i Dalarna, där hon slutmonterades och sjösattes den 29 april 1876 och sedan dess har trafikerat sjön Siljan. I maskinrummet fanns ursprungligen en skotsk sjöångpanna med två fyrar och två ångmaskiner enligt Woolfska systemet med en sammanlagd effekt på 32 hk. 
De ursprungliga ångmaskinerna byttes 1897 mot två kompoundångmaskiner med en sammanlagd effekt på 130 hk tillverkade av Hernösands Verkstads & Varfs AB. År 1958 motoriserades hon i och med att två dieselmotorer av fabrikat Hercules installerades. I samband med reparationsarbete på slipen i Övermo i Leksands kommun 1982 fattade fartyget eld.
1984 togs Gustaf Wasa åter i bruk efter en omfattande renovering. Hon hade nu ett mer ångbåtsliknande utseende och har i dag kapacitet för upp till 140 passagerare och är K-märkt.

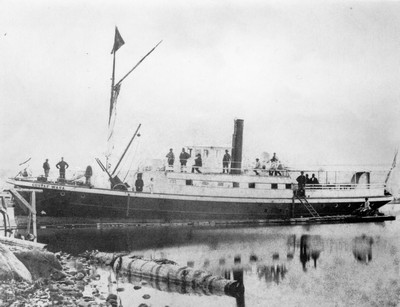
S/S Gustaf Wasa i Orsa i 1876 års utförande.

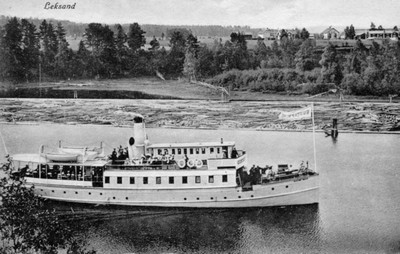
S/S Gustaf Wasa i Leksand i 1914 års utförande.